# Una botta di vita
Una botta di vita é um filme italiano dirigido por Enrico Oldoini e lançado em 1988.